# Triphenylmethylgruppe

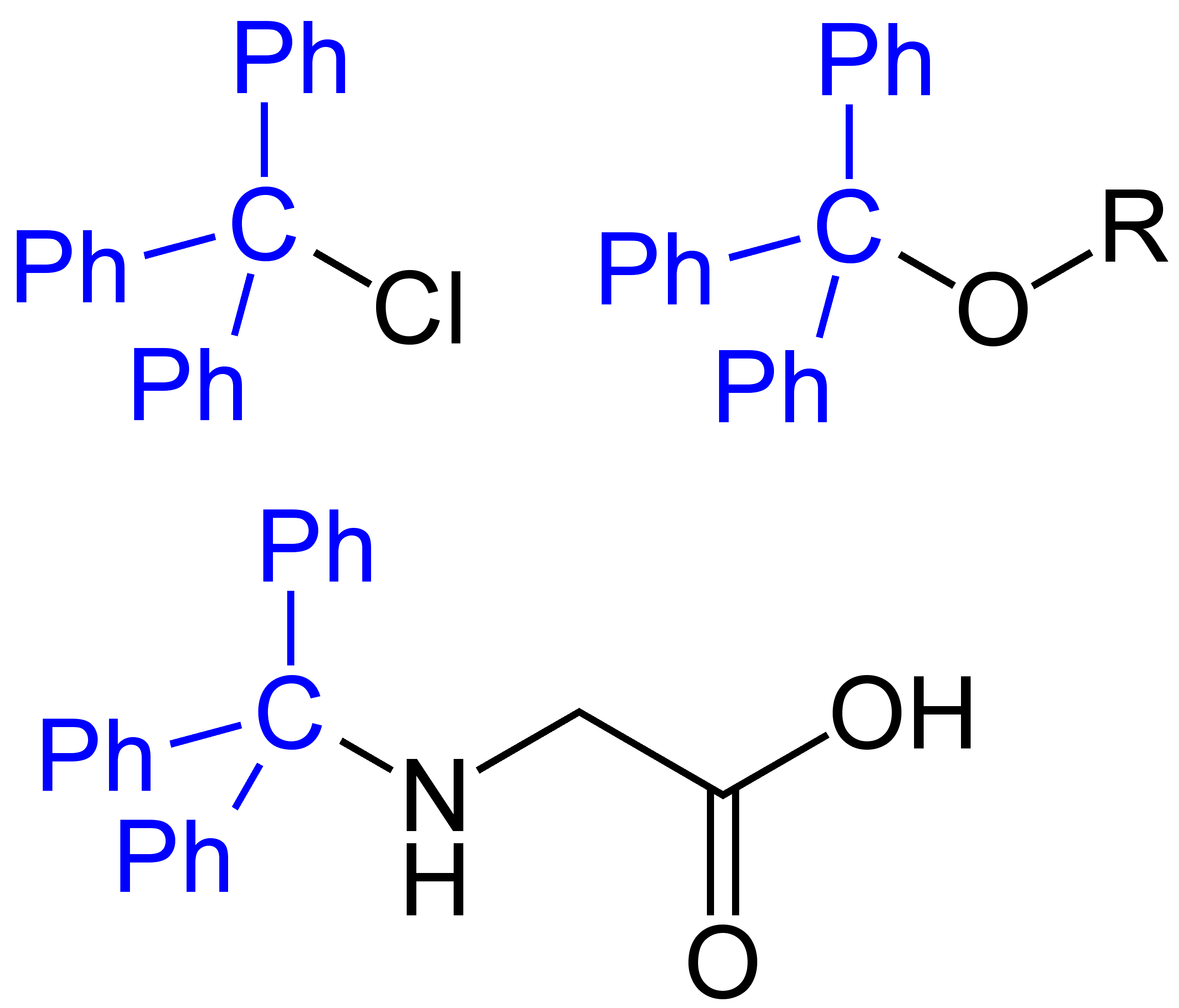
Blau markierte Triphenylmethylgruppe in Tritylchlorid (oben links), einem Tritylether (oben rechts) und N-Trityl-geschütztem Glycin (unten). (Ph = Phenylgruppe)

Die Triphenylmethylgruppe wird in der organischen Chemie kurz als Trityl-Rest bezeichnet. Er findet häufige Verwendung als Schutzgruppe innerhalb organischer Synthesestrategien, um unerwünschte Umsetzungen von freien Aminen zu verhindern. Haupteinsatzgebiet ist dabei der Aufbau von Peptiden aus geschützten Aminosäuren.
Das Triphenylmethylradikal (Gomberg-Radikal) ist ein mesomeriestabilisiertes, ungewöhnlich stabiles Radikal.
Es wurde von Moses Gomberg 1900 entdeckt als frühes Beispiel organischer reaktiver Zwischenstufen, dem weitere folgten (Ketene 1905 durch Hermann Staudinger). Gomberg, der zeigte, dass Triphenylmethylchlorid und Zink ein stabiles Triphylmethyl-Radikal bildeten, fand dadurch damals große Aufmerksamkeit und wurde für den Nobelpreis vorgeschlagen.

## Verwendung
Die Triphenylmethylgruppe lässt sich zum Schützen der Aminogruppe einer Aminosäure einfach in ein Molekül einführen, indem die Aminosäure mit zwei Äquivalenten Tritylchlorid in Gegenwart von Triethylamin in aprotischen Lösungsmitteln umgesetzt wird. Analog lassen sich Aminosäureester an der Aminogruppe tritylieren.
Hydroxygruppen in Alkoholen lassen sich als Tritylether schützen.
Die Schutzgruppe ist unter vielen chemischen Reaktionsbedingungen stabil.

### Abspaltung
Eine Abspaltung der  Schutzgruppe ist unter milden Reaktionsbedingungen säurekatalysiert möglich, so mit Chlorwasserstoff oder Salzsäure, mit Trifluoressigsäure bei 0 bis −10 °C oder mit Eisessig in der Hitze.  Eine hydrogenolytische Abspaltung der Triphenylmethyl-Schutzgruppe ist ebenfalls möglich.